# 버디 로저스

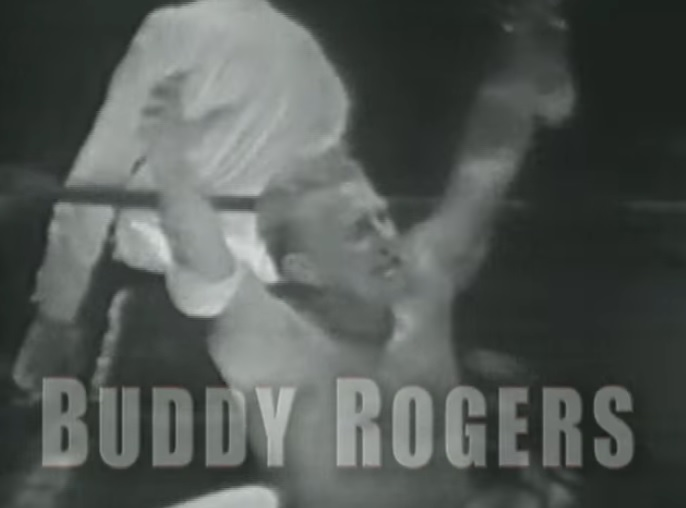

버디 로저스 (Buddy Rogers) 로 잘 알려진 (1921년 2월 20일 ~ 1992년 6월 26일)은 미국의 전 프로 레슬링 선수다. 본명은 헤르만 구스타프 로데 주니어 (Herman Gustav Rohde Jr)며 링네임은 버디 로저스(Buddy Rogers이다.
텔레비전 시대의 시작 부분에서 가장 큰 프로 레슬링 스타이며, 로저스 '공연과 같은 전문 선수의 세대에 영감을 받았다. 별명은 네이쳐 보이 (릭 플레어도 버디 로저스의 링네임을 따라썼다.) 또 로저스는 세계 챔피언 양쪽에서 최고의 우승 들고, NWA 와 WWWF을 WWE로 알려진 단체에 그는 취임하고 WWWF 세계 헤비급 챔피언에 올랐다. 로저스와 함께 두 타이틀을 개최 한 역사상 두 사람 중 하나가 릭 플레어와 AJ 스타일스다.

## 네셔널 레슬링 얼라이언스
- AWA 세계 헤비급 챔피언 (시카고 버전)
- 미국 레슬링 협회 (오하이오)
- AWA 세계 헤비급 챔피언 (오하이오 버전)
- 미국 레슬링 협회 (뉴 잉글랜드)
- AWA 동부 미국 헤비급 우승
- 국회 의사당 레슬링 주식 회사취임
- NWA 미국 꼬리표 팀 우승 (동북 버전) ( 2 회 ) 와 조니 발렌타인 데이 & 조니
- 중서부 레슬링 협회
- 그레이트 스콧 과 후안 세바스찬과 함께 MWA 오하이오 태그 팀 챔피언십 (4 회)
- 몬트리올 체육위원회
- 세계 헤비급 챔피언십 (몬트리올 버전) (3 회)

## 국가 레슬링 연맹
- NWA 세계 헤비급 우승 ( 1 시간 )
- 명예의 NWA 홀 ( 2010 클래스 )
- NWA 시카고 참가
- NWA 미국 헤비급 챔피언 (시카고 버전) ( 1 시간)
- NWA 중반 미국 참가
- NWA 중순 미국 헤비급 우승 ( 1 시간 )
- NWA 샌프란시스코 참가
- NWA 세계 꼬리표 팀 우승 (샌프란시스코 버전) ( 1 시간 ) - 로니
- NWA 서부 스포츠
- NWA 북미 헤비급 챔피언 (아마릴 버전) ( 1 시간 )
- 프로 레슬링 일러스트
- 스탠리 웨스턴 수상 (1990)
- 전문 레슬링 명예의 전당 박물관
- 2002 클래스 ( 텔레비전 시대 )
- 남서 스포츠 Inc. 참가
- NWA 텍사스 헤비급 우승 ( 7 회 )
- NWA 텍사스 꼬리표 팀 우승 ( 1 시간 ) - 오토
- 세인트 루이스 레슬링 명예의 전당
- 2008년도 수업
- 월드 와이드 레슬링 연맹 / 세계 레슬링 연맹
- WWWF 세계 헤비급 챔피언
- 명예의 WWF 홀 ( 1994 클래스 )
- 레슬링 옵저버 뉴스 레터
- 레슬링 옵저버 뉴스 레터 명예의 전당 ( 1996 클래스 )

## 기타 타이틀
- 메릴란드 동부 쪽 헤비급 우승 (3 시간)
- 세계 헤비급 우승 (잭 버전) (5 시간)